# حور قزويني
حور قزويني (الاسم العلمي:Populus caspica) هي نوع نباتي يتبع جنس الحور من الفصيلة الصفصافية.  